# Уравнение состояния
Уравне́ние состоя́ния — соотношение, отражающее для конкретного класса термодинамических систем связь между характеризующими её макроскопическими физическими величинами, такими как температура, давление, объём, химический потенциал, энтропия, внутренняя энергия, энтальпия и др. Уравнения состояния необходимы для получения с помощью математического аппарата термодинамики конкретных результатов, касающихся рассматриваемой системы. Эти уравнения не содержатся в постулатах термодинамики, так что для каждого выбранного для изучения макроскопического объекта их либо определяют эмпирически, либо для модели изучаемой системы находят методами статистической физики. В рамках термодинамики уравнения состояния считают заданными при определении системы. Если изучаемый объект допускает термодинамическое описание, то это описание выполняют посредством уравнений состояния, которые для реальных веществ могут иметь весьма сложный вид.

## О терминологии
Из множества уравнений состояния выделяются:
- уравнения состояния, выражающие интенсивные переменные состояния, входящие в фундаментальное уравнение Гиббса в энергетическом выражении и фундаментальное уравнение Гиббса энтропийном выражении, в виде функций от экстенсивных переменных состояния — аргументов соответствующего фундаментального уравнения Гиббса[5][6] (см. примечание[7]);
- термические уравнения состояния, выражающие связь между температурой, обобщёнными термодинамическими координатами (к которым в данном случае причислены количества составляющих систему веществ) и обобщёнными термодинамическими силами (к которым в данном случае причислены химические потенциалы составляющих систему веществ)[8][9]. Обычно под уравнениями состояния, если специально не оговаривается, подразумевают термические уравнения состояния[10]. Величины, входящие термическое уравнение состояния, именуют первичными термическими величинам;
- калорические уравнения состояния, отражающие связь между первичными калорическими величинами и первичными термическими величинами. В качестве первичных калорических величин обычно выступают термодинамические потенциалы[11] (чаще всего внутренняя энергия[3] и энтальпия[12][13][14][15]) и энтропия[12][11][15] как родоначальница ряда функций Массье — Планка;
- канонические уравнения состояния (фундаментальные уравнения Гиббса для термодинамических потенциалов), представляющие собой выражения для термодинамических потенциалов как функций их естественных независимых переменных[2][16].

Простейшая термодеформационная система — газ в цилиндре с поршнем. Всё, что за пределами окрашенного жёлтым пространства, — внешняя среда

В русскоязычной учебной литературе получила распространение более узкая трактовка понятий «термические уравнения состояния» и «калорическое уравнение состояния», позволяющая за счёт потери общности заметно упростить изложение рассматриваемого вопроса. А именно, в узком смысле под термическим уравнением состояния понимают зависимость обобщённой силы {\displaystyle X_{i}} или химического потенциала {\displaystyle \mu _{j}} от температуры {\displaystyle T}, обобщённых координат {\displaystyle x_{i}} и масс составляющих веществ {\displaystyle m_{j}}:
{\displaystyle X_{i}=X_{i}(T,\{x_{i}\},\{m_{j}\}),}
(выражение {\displaystyle \{x_{i}\}} есть сокращение для перечисления {\displaystyle x_{1},x_{2},...,x_{i},...} переменных определённого типа, в данном случае — обобщённых координат). В узком смысле под калорическим уравнением состояния понимают зависимость от температуры и других первичных термических величин внутренней энергии {\displaystyle U}:
{\displaystyle U=U(T,\{x_{i}\},\{m_{j}\}),}
или энтальпии {\displaystyle H}.
Общее число уравнений состояния (все термические плюс калорическое) термодинамической системы при таком подходе равно числу термодинамических степеней свободы системы, то есть числу независимых переменных, характеризующих состояние системы, а их полный набор необходим и достаточен для исчерпывающего описания термодинамических свойств системы.
Далее — если иное не оговорено особо — для большей наглядности речь будет идти об однородных закрытых термодеформационных системах в статическом (локальноравновесном) состоянии. Вариантность такой системы равна двум (см. Правило Дюгема) и для её полного описания — помимо калорического уравнения состояния — требуется единственное термическое уравнение состояния. Простейшим примером такой системы служит газ в цилиндре с поршнем.

## Термическое уравнение состояния
Термическое уравнение состояния (ТУС, термин введён Х. Камерлинг-Оннесом) для закрытой термодеформационной системы связывает между собой её давление, объём и температуру; его общий вид можно записать так:
| {\displaystyle f(P,\;V,\;T)=0.} | (Термическое уравнение состояния, заданное как неявная функция) |

Или же так:
| {\displaystyle f(P,\;V,\;T)=1.} | (Термическое уравнение состояния, заданное как иная неявная функция) |

Таким образом, чтобы задать термическое уравнение состояния необходимо конкретизировать вид функции {\displaystyle f}.
Для идеального газа (как классического, так и квазиклассического) его термическое уравнение состояния известно как уравнение Клапейрона (уравнение Клапейрона — Менделеева):
{\displaystyle PV={\frac {m}{M}}RT,}
где {\displaystyle R} — универсальная газовая постоянная, {\displaystyle m} — масса газа, {\displaystyle M} — его молярная масса.
Для фотонного газа его давление зависит только от температуры, а термическое уравнение состояния выглядит так:
| {\displaystyle P={\frac {a}{3}}T^{4},} | (Термическое уравнение состояния фотонного газа) |

где a — радиационная постоянная.
Для макроскопических объектов, требующих от термодинамики учёта их магнитных и электрических свойств, термические уравнения состояния имеют следующий вид:
| {\displaystyle {\vec {M}}={\vec {M}}(T,{\vec {H}}),} | (Термическое уравнение состояния магнетика) |

| {\displaystyle {\vec {P}}={\vec {P}}(T,{\vec {E}}),} | (Термическое уравнение состояния электрически поляризуемой среды) |

где {\displaystyle {\vec {M}}} — намагниченность вещества, {\displaystyle {\vec {H}}} — напряжённость магнитного поля, {\displaystyle {\vec {P}}} — поляризованность вещества, {\displaystyle {\vec {E}}} — напряжённость электрического поля.
Для упругого стержня (из изотропного материала) длиной L, на который действует сила F, направленная вдоль стержня, термическое уравнение состояния выглядит так:
| {\displaystyle L=L(T,F).} | (Термическое уравнение состояния упругого стержня) |

### Термические коэффициенты
Выражая одну из переменных в термическом уравнении состояния через две другие, для простой закрытой системы в зависимости от выбора независимых переменных термическое уравнение состояния можно записать тремя способами:
| {\displaystyle P=P(T,V),} | (Термическое уравнение состояния с независимыми переменными T и V) |

| {\displaystyle V=V(T,P),} | (Термическое уравнение состояния с независимыми переменными T и P) |

| {\displaystyle T=T(V,P).} | (Термическое уравнение состояния с независимыми переменными V и P) |

Запишем эти уравнения в дифференциальной форме:
| {\displaystyle dP=\left({\frac {\partial P}{\partial T}}\right)_{V}dT+\left({\frac {\partial P}{\partial V}}\right)_{T}dV,} | (Дифференциальное ТУС с независимыми переменными T и V) |

| {\displaystyle dV=\left({\frac {\partial V}{\partial T}}\right)_{P}dT+\left({\frac {\partial V}{\partial P}}\right)_{T}dP,} | (Дифференциальное ТУС с независимыми переменными T и P) |

| {\displaystyle dT=\left({\frac {\partial T}{\partial P}}\right)_{V}dP+\left({\frac {\partial T}{\partial V}}\right)_{P}dV.} | (Дифференциальное ТУС с независимыми переменными P и V) |

В приведённые уравнения входят шесть частных производных, которые попарно обратны друг другу:
{\displaystyle \left({\frac {\partial T}{\partial P}}\right)_{V}=\left[\left({\frac {\partial P}{\partial T}}\right)_{V}\right]^{-1},} {\displaystyle \left({\frac {\partial T}{\partial V}}\right)_{P}=\left[\left({\frac {\partial V}{\partial T}}\right)_{P}\right]^{-1},} {\displaystyle \left({\frac {\partial P}{\partial V}}\right)_{T}=\left[\left({\frac {\partial V}{\partial P}}\right)_{T}\right]^{-1},}
поэтому самостоятельное значение имеют только три из них. В качестве основных обычно выбирают производные
{\displaystyle \left({\frac {\partial V}{\partial T}}\right)_{P},} {\displaystyle \left({\frac {\partial V}{\partial P}}\right)_{T}} и {\displaystyle \left({\frac {\partial P}{\partial T}}\right)_{V},}
которые называют термическими коэффициентами. Название отражает связь этих коэффициентов с термическим уравнением состояния.
Из математического анализа известно, что для любой неявно заданной функции трёх переменных
| {\displaystyle f(P,\;V,\;T)=0} |

справедливо соотношение
| {\displaystyle \left({\frac {\partial P}{\partial T}}\right)_{V}\left({\frac {\partial T}{\partial V}}\right)_{P}\left({\frac {\partial V}{\partial P}}\right)_{T}=-1,} | (Термическое уравнение состояния в дифференциальной форме) |

или
| {\displaystyle \left({\frac {\partial P}{\partial V}}\right)_{T}\left({\frac {\partial V}{\partial T}}\right)_{P}\left({\frac {\partial T}{\partial P}}\right)_{V}=-1,} |

то есть любой из трёх термических коэффициентов можно выразить через два других. Это соотношение иногда называют термическим уравнением состояния в дифференциальной форме.
На практике используют не сами частные производные, а образованные из них коэффициенты(также называемые термическими коэффициентами, либо же термодинамическими коэффициентами):
изобарный коэффициент термического расширения
| {\displaystyle \alpha \equiv {\frac {1}{V}}\left({\frac {\partial V}{\partial T}}\right)_{P},} | (Изобарный коэффициент объёмного расширения; коэффициент термического расширения; температурный коэффициент всестороннего расширения; термический коэффициент всестороннего расширения) |

характеризующий скорость изменения объёма при изменении температуры в условиях постоянного давления (для идеального газа {\displaystyle \alpha =1/T});
термический коэффициент давления при постоянном объёме
| {\displaystyle \beta \equiv {\frac {1}{P}}\left({\frac {\partial P}{\partial T}}\right)_{V},} | (Изохорный коэффициент давления; температурный коэффициент давления; термический коэффициент давления; коэффициент термической упругости) |

характеризующий скорость изменения давления при изменении температуры в условиях постоянного объёма (для идеального газа {\displaystyle \beta =1/T});
изотермический коэффициент всестороннего сжатия
| {\displaystyle \chi \equiv -{\frac {1}{V}}\left({\frac {\partial V}{\partial P}}\right)_{T},} | (Изотермический коэффициент всестороннего сжатия; коэффициент изотермического сжатия; коэффициент объёмного сжатия; коэффициент сжимаемости; коэффициент объёмной упругости; коэффициент объёмного упругого расширения) |

характеризующий скорость изменения объёма при изменении давления в условиях постоянной температуры (для идеального газа {\displaystyle \chi =1/P}). Знак минус указывает на уменьшение объёма с повышением давления и нужен для того, чтобы избежать отрицательных значений коэффициента сжимаемости.
Из термического уравнения состояния в дифференциальной форме вытекает уравнение связи между коэффициентами объёмного расширения, упругости и сжатия:
| {\displaystyle \beta ={\frac {\alpha }{\chi P}}.} | (Уравнение связи между коэффициентами объёмного расширения, упругости и сжатия) |

Это соотношение позволяет, например, найти коэффициент {\displaystyle \beta } для твёрдых и жидких тел (которые практически невозможно нагреть или охладить без изменения их объёма) по определяемым опытным путём коэффициентам {\displaystyle \alpha } и {\displaystyle \chi }.
Термические коэффициенты являются функциями объёма, давления и температуры. Практическое значение коэффициентов объёмного расширения, упругости и сжатия состоит в том, что они используются для вычисления тех термодинамических величин, которые затруднительно или невозможно определить экспериментально.

## Калорическое уравнение состояния
Если в термическое уравнение состояния в качестве обязательной переменной (зависимой или независимой) входит температура, то калорическое уравнение состояния (КУС) для простой закрытой системы отражает зависимость внутренней энергии от термодинамических параметров состояния (температуры и объёма, температуры и давления, объёма и давления) (авторство термина КУС принадлежит Х. Камерлинг-Оннесу):
| {\displaystyle U=U(T,V),} | (Калорическое уравнение состояния с независимыми переменными T и V) |

| {\displaystyle U=U(T,P),} | (Калорическое уравнение состояния с независимыми переменными T и P) |

| {\displaystyle U=U(V,P).} | (Калорическое уравнение состояния с независимыми переменными V и P) |

### Калорические коэффициенты
Калорические коэффициенты вводят способом, аналогичным способу введения термических коэффициентов. Запишем калорическое уравнение состояния с независимыми переменными {\displaystyle T} и {\displaystyle V} в дифференциальной форме:
| {\displaystyle dU=\left({\frac {\partial U}{\partial T}}\right)_{V}dT+\left({\frac {\partial U}{\partial V}}\right)_{T}dV,} | (Дифференциальное КУС с независимыми переменными {\displaystyle T} и {\displaystyle V}) |

и посредством входящих в это соотношение частных производных введём первую пару калорических коэффициентов — теплоёмкость при постоянном объёме
| {\displaystyle C_{V}\equiv \left({\frac {\partial U}{\partial T}}\right)_{V}} | (Теплоёмкость при постоянном объёме) |

и теплоту изотермического расширения
| {\displaystyle l\equiv \left({\frac {\partial U}{\partial V}}\right)_{T}+P,} | (Теплота изотермического расширения) |

имеющую размерность давления. Применявшееся ранее для этого калорического коэффициента название скрытая теплота расширения как пережиток теории теплорода к использованию не рекомендуется.
Для идеального газа теплоёмкость при постоянном объёме {\displaystyle C_{V}} равна: {\displaystyle {\frac {3Rm}{2M}}} для одноатомных, {\displaystyle {\frac {5Rm}{2M}}} для двухатомных и {\displaystyle {\frac {3Rm}{M}}} для многоатомных газов. Здесь {\displaystyle m} — масса газа, {\displaystyle M} — молярная масса этого газа, {\displaystyle R} — универсальная газовая постоянная. Теплота изотермического расширения идеального газа {\displaystyle l=P}.
Частная производная
| {\displaystyle P_{int}\equiv \left({\frac {\partial U}{\partial V}}\right)_{T}=l-P} | (Внутреннее давление) |

носит название внутреннего давления и к калорическим коэффициентам не относится, хотя и вводится одновременно с ними. Численное значение этой величины (отражающей на молекулярном уровне взаимное притяжение частиц), мало для реальных газов и очень велико (по сравнению с обычными значениями внешнего давления) для жидкостей и твёрдых тел. Для идеального газа {\displaystyle P_{int}=0,} то есть внутренняя энергия идеального газа не зависит от объёма (закон Джоуля).
Введём вторую пару калорических коэффициентов, связанных с калорическим уравнением состояния с независимыми переменными {\displaystyle T} и {\displaystyle P} — теплоёмкость при постоянном давлении
| {\displaystyle C_{P}\equiv \left({\frac {\partial U}{\partial T}}\right)_{P}+P\left({\frac {\partial V}{\partial T}}\right)_{P}} | (Теплоёмкость при постоянном давлении, выраженная через внутреннюю энергию) |

и теплоту изотермического возрастания давления
| {\displaystyle h\equiv \left({\frac {\partial U}{\partial P}}\right)_{T}+P\left({\frac {\partial V}{\partial P}}\right)_{T}.} | (Теплота изотермического возрастания давления, выраженная через внутреннюю энергию) |

В литературе эти калорические коэффициенты чаще приводят в более компактном и удобном для расчётов виде, используя энтальпию {\displaystyle H\equiv U+PV} или энтропию {\displaystyle S}:
| {\displaystyle C_{P}=\left({\frac {\partial H}{\partial T}}\right)_{P}=T\left({\frac {\partial S}{\partial T}}\right)_{P},} | (Теплоёмкость при постоянном давлении, выраженная через энтальпию) |

| {\displaystyle h=\left({\frac {\partial H}{\partial P}}\right)_{T}-V=T\left({\frac {\partial S}{\partial P}}\right)_{T}.} | (Теплота изотермического возрастания давления; теплота изотермического сжатия) |

Для идеального газа {\displaystyle C_{P}} и {\displaystyle C_{V}} связаны формулой Майера. Коэффициент {\displaystyle h} в подавляющем большинстве случаев есть величина отрицательная; для идеального газа {\displaystyle h=-V}. Применявшееся ранее для этого калорического коэффициента название скрытая теплота изменения давления к использованию не рекомендуется.
Приведём определения для последней пары калорических коэффициентов, связанных с калорическим уравнением состояния с независимыми переменными {\displaystyle V} и {\displaystyle P} — теплоты изохорного сжатия
| {\displaystyle \varkappa \equiv \left({\frac {\partial U}{\partial P}}\right)_{V}} | (Теплота изохорного сжатия) |

и теплоты изобарного расширения
| {\displaystyle \lambda \equiv \left({\frac {\partial U}{\partial V}}\right)_{P}+P.} | (Теплота изобарного расширения) |

Четыре из шести введённых калорических коэффициентов ({\displaystyle C_{P},C_{V},} {\displaystyle l} и {\displaystyle h}), имея самостоятельный физический смысл, являются полезными вспомогательными величинами при выводе термодинамических соотношений и в термодинамических расчётах, в частности, при вычислении внутренней энергии, энтальпии и энтропии. Коэффициенты {\displaystyle \varkappa } и {\displaystyle \lambda } в настоящее время вышли из употребления.

### Связь между термическими и калорическими коэффициентами
Полезные соотношения, связывающие термические и калорические коэффициенты:
| {\displaystyle P_{int}=\left({\frac {\partial U}{\partial V}}\right)_{T}=T\left({\frac {\partial P}{\partial T}}\right)_{V}-P={\frac {\alpha }{\chi }}T-P,} | (Уравнение связи между термическим и калорическим уравнениями состояния) |

| {\displaystyle h=l\left({\frac {\partial V}{\partial T}}\right)_{P}=-T\left({\frac {\partial V}{\partial T}}\right)_{P}=-\alpha TV,} |

| {\displaystyle C_{P}=C_{V}+l\left({\frac {\partial V}{\partial T}}\right)_{P}=C_{V}+\alpha lV=C_{V}+{\frac {{\alpha }^{2}}{\chi }}TV,} |

| {\displaystyle {\frac {C_{P}}{C_{V}}}={\frac {\left({\frac {\partial P}{\partial V}}\right)_{S}}{\left({\frac {\partial P}{\partial V}}\right)_{T}}}.} | (Теорема Реша, 1854) |

Для идеального газа
| {\displaystyle C_{P}=C_{V}+{\frac {mR}{M}}.} | (Формула Майера) |

## Каноническое уравнение состояния
Основная статья: Термодинамические потенциалы.
Каноническое уравнение представляет собой выражение для одного из термодинамических потенциалов (внутренней энергии, энтальпии, свободной энергии или потенциала Гиббса) через независимые переменные, относительно которых записывается его полный дифференциал.
- {\displaystyle U=U(S,\;V)} (для внутренней энергии),
- {\displaystyle H=H(S,\;P)} (для энтальпии),
- {\displaystyle F=F(T,\;V)} (для энергии Гельмгольца),
- {\displaystyle G=G(T,\;P)} (для потенциала Гиббса).

Каноническое уравнение, независимо от того, в каком из этих четырёх видов оно представлено, содержит полную информацию о термических и калорических свойствах термодинамической системы (предполагается, что известно и определение термодинамического потенциала, такое, как F = U − TS).

## Уравнения состояния газов
К уравнениям состояния газов относятся:
- Уравнение состояния идеального газа (уравнение Менделеева — Клапейрона)
- Уравнение Ван-дер-Ваальса (уравнение состояния реального газа)
- Уравнение Дитеричи
- Уравнение состояния Редлиха — Квонга
- Уравнение состояния Барнера — Адлера
- Уравнение состояния Суги — Лю
- Уравнение состояния Ли — Эрбара — Эдмистера

## Уравнения состояния жидкостей
- Уравнение состояния Бенедикта — Вебба — Рубина
- Модели локального состава (Модель Вильсона, NRTL, UNIQUAC, UNIFAC, Уравнение Цубоки — Катаямы)

## Уравнения состояния твёрдых тел
Состояние твёрдых тел можно описать с помощью уравнения Ми — Грюнайзена